# 克维伊鲁昂体育俱乐部
奎維利魯昂體育聯盟（US Quevilly-Rouen Métropole）是法国小克维伊的一个足球俱乐部。现在参加法國全國聯賽球隊。
该队曾于1927年，2012年两次进入法国杯足球赛决赛。